# Winfried Kohnen
Winfried Kohnen (* 1953) ist ein deutscher Mathematiker.

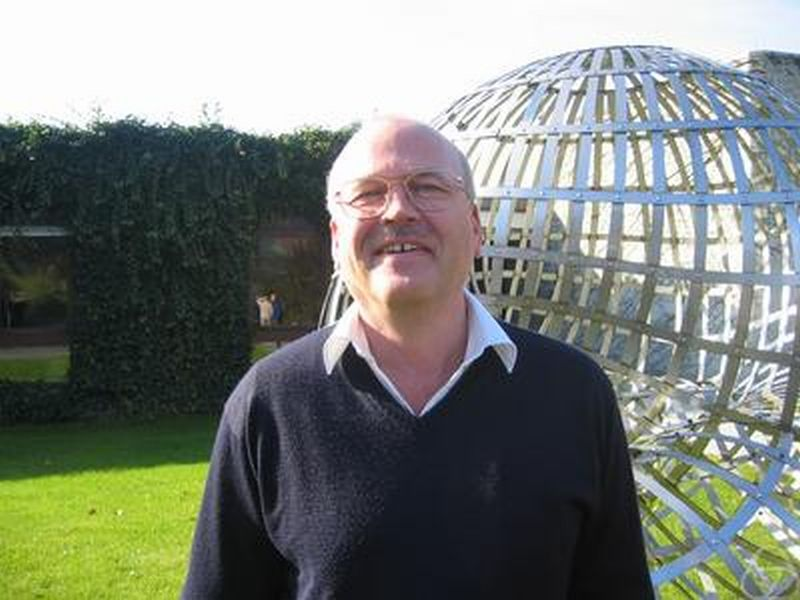
Winfried Kohnen, Oberwolfach 2007

Kohnen wurde 1980 an der Universität Bonn bei Don Zagier promoviert (Beziehungen zwischen Modulformen halbganzen Gewichts und Modulformen ganzen Gewichts). Er ist Professor an der Ruprecht-Karls-Universität Heidelberg.
Er befasst sich mit Modulformen und ihrer Anwendung in der arithmetischen Geometrie. Ein nach ihm, Benedict Gross und Don Zagier benannter Satz beschreibt Heegner-Punkte auf modularen elliptischen Kurven durch Koeffizienten der Potenzreihenentwicklung von Modulformen halbzahligen Gewichts.
Der Kohnenraum von Modulformen wurde nach ihm benannt.
Zu seinen Doktoranden zählen Kathrin Bringmann und Jan Hendrik Bruinier (Zweitreferent).